# ديريك بيرني
ديريك بيرني هو دبلوماسي كندي، ولد في 1939.